# 3709 Polypoites
3709 Polypoites este un asteroid descoperit pe 14 octombrie 1985 de Carolyn Shoemaker.